# Pınar Çağlar Gençtürk
Pınar Çağlar Gençtürk (ur. 1982 w İzmicie) – turecka aktorka i reżyserka.

## Życiorys
Ukończyła studia na wydziale teatralnym Uniwersytetu Yeditepe w Stambule, a następnie studia z zakresu filmu i dramatu na uniwersytecie Kadir Has. Po studiach występowała w teatrze i w filmie. W 2004 zadebiutowała w serialu Buyuk Bulusma. Zagrała rolę sułtanki Beyhan w serialu Wspaniałe stulecie. Od 2019 gra rolę lekarki w serialu Kadin.
W 2013 wyróżniona dwiema nagrodami dla najlepszych aktorek drugoplanowych występujących w tureckich teatrach.

## Filmografia

### Seriale
- 2011–2013: Wspaniałe stulecie jako Sułtanka Beyhan
- 2013–2014: Çalikusu jako Münevver
- 2017: Evlat Kokusu jako Meryem
- 2018–2019: Bizim Hikaye jako Ferda
- 2019: Kadin jako Jale Demir
- 2020–2021: Arize jako Emine
- 2021–2024: Yargi

### Filmy
- 2010: 7 Kocalı Hürmüz jako Havva
- 2010: Herkes mi Aldatır? jako Arsu
- 2014: Siccin: Büyü Haramdır jako Nissa